# Fritz von Werner
Fritz von Werner (* 11. Dezember 1892 in Berlin; † 5. September 1978) war ein deutscher Jurist und von 1951 bis 1960 Richter am Bundesgerichtshof.

## Leben
Von Werner wurde als Sohn eines Generalleutnants geboren und nahm selbst als Reserveoffizier an beiden Weltkriegen teil. Nach erfolgreichem Studium ließ er sich 1922 als Rechtsanwalt nieder. Nach dem Zweiten Weltkrieg wurde er Richter am Obersten Gerichtshof für die Britische Zone (OGH) in Köln. Wohl auf Vorschlag des Präsidenten des OGH, Ernst Wolff, schlug der damalige Justizminister, Thomas Dehler, von Werner im Jahr 1951 als neuen Bundesrichter vor, der dem Bundesgerichtshof dann ab 14. November 1951 als Mitglied des IV. Zivilsenats angehörte. Zum 31. Dezember 1960 trat von Werner in den Ruhestand ein.